# (2443) Tomeileen
(2443) Tomeileen – planetoida z pasa głównego asteroid okrążająca Słońce w ciągu 5 lat i 79 dni w średniej odległości 3,01 au. Została odkryta 24 stycznia 1906 roku w Landessternwarte Heidelberg-Königstuhl w Heidelbergu przez Maxa Wolfa. Nazwa planetoidy pochodzi od Thomasa i Eileen Marsden, rodziców Briana Marsdena. Przed nadaniem nazwy planetoida nosiła oznaczenie tymczasowe (2443) A906 BJ.